# Ślepcowate
Ślepcowate, ślepce (Spalacidae) – rodzina ssaków z rzędu gryzoni (Rodentia), klasyfikowana także jako podrodzina myszowatych.

## Tryb życia i zasięg występowania
Ślepce prowadzą podziemny tryb życia. Zamieszkują obszary śródziemnomorskie Bliskiego Wschodu i Afrykę, a na północnym zachodzie zasięgu Węgry, Bułgarię, tereny dawnej Jugosławii, Rumunię i Ukrainę.

## Nazwa zwyczajowa
W polskiej literaturze zoologicznej dla oznaczenia rodziny używana była nazwa zwyczajowa „ślepce”. Jednak w wydanej w 2015 roku przez Muzeum i Instytut Zoologii Polskiej Akademii Nauk publikacji „Polskie nazewnictwo ssaków świata” rodzinie przypisano oznaczenie ślepcowate, rezerwując nazwę ślepce dla podrodziny Spalacinae Gray, 1821.

## Systematyka
Do ślepcowatych zaliczane są następujące podrodziny:
- Myospalacinae Lilljeborg, 1866 – cokory
- Rhizomyinae Winge, 1887 – bambusowce
- Spalacinae J.E. Gray, 1821 – ślepce

Opisano również podrodziny wymarłe:
- Gobicricetodontinae Qiu Zhuding, 1996
- Tachyoryctoidinae Schaub, 1958

Rodzaje wymarłe o niepewnej pozycji systematycznej i nie sklasyfikowane w żadnej z powyższych podrodzin:
- Harasibomys Mein, Pickford & Senut, 2000[9] – jedynym przedstawicielem był Harasibomys petteri Mein, Pickford & Senut, 2000
- Pannoniamys van de Weerd, de Bruijn, Wessels & Marković, 2021[10] – jedynym przedstawicielem był Pannoniamys paragovensis Van de Weerd, De Bruijn, Wessels & Marković, 2021